# Incident du María Luz
L'incident du María Luz (マリア・ルス号事件, Maria-Rusu go jiken) est un incident diplomatique entre le jeune gouvernement de Meiji et la république du Pérou à propos du sort de travailleurs forcés chinois prisonniers sur un navire marchand faisant halte à Yokohama en 1872. C'est l'une des premières épreuves d'indépendance du système judiciaire japonais et un défi aux principes d'extraterritorialité des traités inégaux imposés au Japon par les puissances occidentales.

## Histoire
Le 9 juillet 1872, le María Luz, un cargo péruvien parti de Macao, fait route vers Callao au Pérou avec une « cargaison » de travailleurs forcés chinois destinés aux plantations péruviennes. Le navire subit une sévère tempête et doit se détourner vers le port de traité de Yokohama pour des réparations. Alors qu'il est ancré à quai, un travailleur chinois s'échappe en sautant par-dessus bord et nage vers le HMS Iron Duke britannique tout proche. Une fois remis aux autorités japonaises du port de Yokohama, il dénonce les mauvais traitements subis et demande le sauvetage et la protection des 231 autres Chinois à bord. Le capitaine du María Luz, Ricardo Herrera, est convoqué par les autorités japonaises et fortement encouragé à mieux traiter l'évadé et à prendre soin de ses passagers prisonniers.
Néanmoins, d'autres Chinois s'échappent bientôt et apprennent au consul britannique Robert Grant Watson que le premier évadé a été brutalement réprimandé par le capitaine péruvien à son retour à bord. Avec une troupe de soldats britanniques, Watson inspecte personnellement le vaisseau et constate que les rumeurs sont exactes et que les passagers chinois sont traités dans des conditions proches de l'esclavage. Watson demande officiellement au ministre japonais des Affaires étrangères, Soejima Taneomi, d'agir.
Le gouvernement japonais est d'abord hésitant à agir car le Japon n'a pas de relations diplomatiques officielles avec le Pérou dont les intérêts au Japon sont gérés par les États-Unis. Le gouverneur de la préfecture de Kanagawa, Mutsu Munemitsu, est fortement opposé à toute intervention qui pourrait détériorer les relations du Japon avec les nations occidentales. Néanmoins, le ministre de la Justice Etō Shimpei considère que la question ne peut être ignorée pour des raisons humaines. Le président du conseil d'État, Sanjō Sanetomi, autorise Soejima à agir, et Mutsu démissionne pour protester.

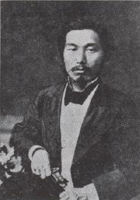
Ōe Taku.

Soejima prend des mesures pour empêcher le María Luz de quitter le port, et après avoir examiné les documents du navire et questionné les officiers, découvre que les travailleurs chinois sont analphabètes et ont été trompés à Macao lors de la signature de leur contrat, et été confinés contre leur volonté dans des conditions inhumaines. Beaucoup ont été enlevés et la plupart n'avaient aucune idée de leur destination finale. Lors d'une audience préliminaire présidée par Ōe Taku, une ordonnance de la cour autorise les Chinois à descendre à quai à Yokohama, et la cour déclare que la compagnie maritime propriétaire du María Luz est coupable d'actes répréhensibles. Tous les pays étrangers représentés au Japon à l'époque sont informés de cette décision et leurs avis sont sollicités.
Néanmoins, chaque pays, à l'exception notable du Royaume-Uni, exprime un avis négatif, accusant le Japon d'avoir outrepassé les limites des différents traités en agissant contre une compagnie étrangère et un capitaine étranger. De plus, l'incident s'est passé à Yokohama, centre de la zone extraterritoriale garantie par les traités. Soejima confirme cependant la décision de la cour malgré l'opposition étrangère et les accusations d'incompétence et, le 30 août, Ōe ordonne l'annulation des contrats des travailleurs chinois.
Ricardo Herrera fait appel de la décision avec l'avocat britannique F.V. Dickens (qui parle couramment japonais et est un traducteur de poésie japonaise) en tant que conseiller légal. Dickens réplique avec l'argument que la servitude involontaire est pratiquée au Japon sous la forme de vente de prostituées ou par les dettes contractées pour suivre un apprentissage et n'est donc pas illégal. Il ajoute que puisque l'embauche des travailleurs chinois a eu lieu à Macao, l'affaire tombe sous la juridiction du Portugal du fait des accords d'extraterritorialité avec le Japon, et qu'il est de plus soutenu dans cet avis par des lettres de l'ambassadeur portugais au Japon. Les arguments de Dickens ne sont cependant pas acceptés par Ōe, et il perd devant une décision de la cour le 26 septembre, le juge japonais déclarant que le capitaine péruvien et les contracteurs sont en violation du droit international, et non du droit japonais. Après le jugement, Herrera quitte Yokohama pour Shanghai sur un autre vaisseau et abandonne le María Luz à Yokohama.
Le gouvernement chinois Qing publie une lettre officielle de remerciement au gouvernement japonais pour sa position ferme et l'aide apportée aux sujets chinois. Cependant, la plupart des nations européennes restent mécontentes de la décision de la cour et soutiennent les protestations diplomatiques du gouvernement péruvien. En juin 1873, le gouvernement japonais demande l'arbitrage neutre du tsar Alexandre II de Russie et, en 1875, celui-ci confirme la position japonaise.

## Importance historique
L'incident du María Luz est une victoire diplomatique pour le Japon dans sa lutte contre les traités inégaux. Le dénouement de l'incident accélère le déclin du « commerce des coolies » au Pérou et ailleurs. Au Japon, l'incident mène à l'adoption d'une nouvelle loi en 1872, émancipant les burakumin marginaux, les prostituées et les autres victimes du travail forcé au Japon.